# Quiet Sun
Quiet Sun foi uma banda britânica de rock progressivo e jazz da cena Canterbury, consistindo em Phil Manzanera (guitarra), Bill MacCormick (baixo), Dave Jarrett (teclado) e Charles Hayward (bateria).

## História
Originando-se da banda de faculdade Pooh and the Ostrich Feather, o Quiet Sun foi formado em 1970 após MacCormick fazer amizade com Robert Wyatt, cujas mães eram amigas. A banda integrava elementos de jazz com sons de teclado de maneira bastante complexa, similar ao Soft Machine, mas a guitarra frenética de Manzanera tornou a sua música bastante diferente do Soft, que não havia usado guitarras até o lançamento de 1975 Bundles.
A banda terminou em 1972, com Manzanera indo para o Roxy Music, MacCormick para o Matching Mole, Hayward formando o Gong, e posteriormente indo para o This Heat e Jarrett iniciando a carreira de professor de matemática.
em 1975 Manzanera reservou um estúdio por 26 dias para gravar o álbum Diamond Head e reuniu o Quiet Sun novamente para gravar um álbum também de seu material antigo. Seu primeiro e único álbum, com a participação de Brian Eno e Ian MacCormick, intitulado Mainstream foi aclamado pela crítica.

## Integrantes
- Phil Manzanera - guitarra
- Bill MacCormick - baixo
- Dave Jarrett - teclado
- Charles Hayward - bateria

## Discografia
- Mainstream (1975)